# Бюро геральдики
Бюро геральдики — геральдичний орган Південної Африки, заснований в Преторії 1 червня 1963 року. Його очолює Державний герольд (з 2004 року неофіційно відомий як Національний герольд), його функції полягають у реєстрації гербів, бейджів, прапорів і печаток (а також імен та уніформи), ведення публічного реєстру, видачі реєстраційних свідоцтв та, починаючи з 1980 року, консультування уряду з геральдичних питань. Разом з Геральдичною радою бюро входить до складу Національної служби архівів і документів (раніше називалася Державною архівною службою), яка зараз підпорядкована міністру мистецтв і культури.

## Цілі
Відповідно до законодавства Південної Африки, кожен має право використовувати герб, як йому заманеться, якщо він не порушує права інших осіб (тобто герб не надто схожий на герб, яка вже використовується кимось іншим) і пропонований герб відповідає основним геральдичним принципам. Державний герольд затверджує та реєструє герб відповідно до повноважень, наданих Законом про геральдику.
Окрім реєстрації гербів, бейджів та інших геральдичних зображень, Бюро веде облік імен, уніформи та бейджів (включаючи деякі корпоративні герби), раніше зареєстрованих Міністерством внутрішніх справ (1935–1959) та Департаментом Освіта, мистецтво і науки (1959–1963). Будь-хто, незалежно від національності чи місця проживання, може зареєструвати герб в Бюро. З 1980 року вона також має право реєструвати герби офіційних органів в іноземних країнах.
Спочатку заявки повинні були бути затверджені Радою Геральдики, перш ніж Бюро могло їх зареєструвати, але повноваження схвалення були делеговані Державному герольду в 1969 році, хоча він все ще може передавати заявки на розгляд ради (або, з 1980 року, її Геральдичному комітету) при необхідності. У 1980 році Національний герольд був уповноважений вилучати герб з реєстру або на прохання заявника, або, у випадку офіційної, муніципальної чи корпоративної геральдики, якщо відповідна організація більше не існує. Апеляцію на рішення Національного герольда можна оскаржити в Геральдичному комітеті.
У 1970-х роках Бюро реєструвало від 60 до 90 одиниць гербів та бейджів. У середині 1980-х їх кількість різко зросла, досягнувши піку в 148 у звітному 1987–88 роках. Він знизився на початку 1990-х і повернувся до рівня 1970-х років (ці цифри не включають реєстрацію гербів та знаків розрізнення підрозділів сил оборони, яких Бюро зареєструвало понад 1000 з 1960-х років).
Ілюстровані емблеми (письмові описи в технічних термінах) заявок на реєстрацію публікуються в Південноафриканському урядовому бюлетені. Емблеми (але не ілюстрації) гербів, зареєстрованих у Бюро та його попередників до кінця 2000 року, доступні в Інтернеті через веб-сайт Національного архіву.
Природно, що саме Бюро має герб, який був прийнятий у 1965 році. На синьому полі три золотих щита, у золотій главі південноафриканський лев. Професійною мовою це означає, що щит синій, на ньому зображено три менших золотих щитка, а вгорі — золота горизонтальна смуга із зображенням червоного лева, який утворив клейнод старого південноафриканського національного герба. Герби Бюро зображені на печатці кожного реєстраційного свідоцтва, а в 1960-х і на початку 1970-х років вони також були зображені в повному кольорі на початку свідоцтва.

## Національний герольд і співробітники
«Державний герольд» (з 2004 року його неофіційно називають «Національним герольдом») є державним службовцем, головою Геральдичного бюро, членом Геральдичної ради за посадою та членом дирекції Національного архіву. З моменту заснування офісу в 1963 році було чотири державних/національних герольди:
- Коенрад Бейєрс (1963–1964)
- Норден Гартман (1964–1982)
- Фредерік Браунелл (1982–2002)
- Темба Мабасо (2002–)

Бюро має невеликий штат співробітників: Національний герольд, помічник Національного герольда, головний геральдичний художник, кілька художників, адміністративний помічник і прибиральниця.
З моменту заснування Бюро мало чотири будинки. З 1989 року він знаходиться в будівлі Національного архіву в Преторії.
Хоча Державний герольд з 2004 року іменується Національним герольдом, до Закону про геральдику досі не було внесено поправок, які б відображали цю зміну.

## Зовнішні посилання
- Веб-сайт Національного архіву Південної Африки [Архівовано 7 березня 2022 у Wayback Machine.]